# Werdum
Werdum er en kommune i Samtgemeinde Esens i Landkreis Wittmund, i den nordvestlige del af den tyske delstat Niedersachsen.

## Geografi
Werdum ligger i det historiske landskab Harlingerland i Østfrisland kun få kilometer fra Nordsødiget. Kystbyen Neuharlingersiel ligger omkring fire kilometer mod nord, og Esens omkring syv kilometer vest for Werdum.

### Inddeling
I kommunen ligger ud over Werdum landsbyerne Edenserloog og Gastriege. Andre bebyggelser i kommunen er Groß Husum, Klein Husum, Anderwarfen, Wallum og Nordwerdum. Byen Werdum har siden 2000 haft prædikatet Luftkurby, og omegnen har siden 1993 været statsanerkendt rekreationasområde.